# Saison 1951-1952 du Football Club auscitain
‌
La saison 1951-1952 du Football Club auscitain voit le FC Auch évoluer en première division.
Le championnat se joue en aller simple sous la menace des britanniques qui jugeaient que le championnat prenait trop d’importance en France et que l’esprit amateur était menacé.
Robert Barran, ancien champion de France avec le Stade toulousain remplace Escuder comme entraîneur et Auch termine dernier de sa poule avec 9 points soit 1 victoire et 6 défaites et n’est pas qualifié pour la seconde phase.
Le club dispute le challenge Rutherford, sorte de consolante à la course au Bouclier de Brennus.

## Les matchs de la saison

### À domicile
- Auch-Albi 6-12
- Auch-Brive 6-3
- Auch-Montauban 3-6

### À l’extérieur
- Aurillac-Auch 6-0
- Mont de Marsan-Auch 8-5
- Tulle-Auch 6-3
- Toulouse-Auch 20-6[4]

## Challenge Michel Pradié

### à domicile
- Auch-Agen
- Auch-Biarritz
- Auch-Dax
- Auch-Soustons

### à l’extérieur
- Lourdes-Auch
- Mont de Marsan-Auch
- Oloron-Auch
- Tyrosse-Auch

## Effectif
- Arrière : Charria
- Ailiers : Neccam, Gensac, Marius Greselin
- Centres : Viguier, Delatude
- Ouvreur : René Monsarrat, Duffault
- Demis de mêlée : Saldana
- Troisième ligne centre : Ludwizack
- Troisièmes lignes aile : Justumus, Lazies
- Deuxièmes lignes : Treffel, Dante
- Talonneur : Chelle
- Piliers : Luchetta, Christofoli